# Стефаніт і Іхнілат
«Стефаніт і Іхнілат» — дидактичний роман, збірник повчальних байок і притч у формі бесіди філософа з царем.
Персонажами твору є тварини, між ними шакали — Стефаніт та Іхнілат. Джерело твору — індійський збірник «Панчатантра», а з нього — арабська повість «Каліла та Дімна», що була перекладена на грецьку на початку 11 століття. Відомі два слов'янські переклади з грецького тексту. В Україні «Стефаніт і Іхнілат» знаний не пізніше 13 століття, а його численні байки стали джерелом українських народних анекдотів і байок та почасти були використані у красному письменстві.